# Plainval
Plainval és un municipi francès, situat al departament de l'Oise i a la regió dels Alts de França. L'any 1999 tenia 318 habitants.

## Situació
Plainval es troba a la meitat nord de l'Oise, no gaire lluny de Saint-Just-en-Chaussée. És travessada per la carretera D117, que uneix Bacouël i Saint-Just-en-Chaussée.

## Administració
Plainval forma part del cantó de Saint-Just-en-Chaussée, que al seu torn forma part de l'arrondissement de Clermont. L'alcalde de la ciutat és Georges Van Vynckt (2001-2008).